# La Jara (Comarca)
Die Comarca La Jara ist eine Comarca in den Provinzen Ciudad Real (1 Gemeinde) und Toledo (22 Gemeinden) der autonomen Gemeinschaft Kastilien-La Mancha.
Sie umfasst 23 Gemeinden auf einer Fläche von 2.397,08 km² mit dem Hauptort Los Navalmorales.

## Gemeinden
| Gemeinde                      | Einwohner (2024) | Fläche km² | Dichte Einw./km² | Cod INE | Postleitzahl | Provinz     |
| ----------------------------- | ---------------- | ---------- | ---------------- | ------- | ------------ | ----------- |
| Alcaudete de la Jara          | 1.662            | 156,12     | 11               | 45006   | 45662        | Toledo      |
| Aldeanueva de Barbarroya      | 461              | 91,80      | 5                | 45009   | 45661        | Toledo      |
| Aldeanueva de San Bartolomé   | 413              | 34,61      | 12               | 45010   | 45575        | Toledo      |
| Anchuras                      | 274              | 231,05     | 1                | 13017   | 13117        | Ciudad Real |
| Belvís de la Jara             | 1.428            | 114,03     | 13               | 45020   | 45660        | Toledo      |
| El Campillo de la Jara        | 322              | 88,06      | 4                | 45033   | 45578        | Toledo      |
| Espinoso del Rey              | 418              | 48,28      | 9                | 45063   | 45650        | Toledo      |
| La Estrella                   | 267              | 77,23      | 3                | 45065   | 45574        | Toledo      |
| Las Herencias                 | 792              | 90,73      | 9                | 45072   | 45664        | Toledo      |
| Mohedas de la Jara            | 410              | 60,42      | 7                | 45103   | 45576        | Toledo      |
| La Nava de Ricomalillo        | 515              | 39,53      | 13               | 45108   | 45670        | Toledo      |
| Los Navalmorales              | 2.120            | 104,95     | 20               | 45112   | 45140        | Toledo      |
| Los Navalucillos              | 1.897            | 355,94     | 5                | 45113   | 45130        | Toledo      |
| La Pueblanueva                | 2.138            | 122,10     | 18               | 45137   | 45690        | Toledo      |
| Puerto de San Vicente         | 147              | 46,51      | 3                | 45139   | 45577        | Toledo      |
| Retamoso de la Jara           | 110              | 48,24      | 2                | 45146   | 45652        | Toledo      |
| Robledo del Mazo              | 252              | 136,71     | 2                | 45148   | 45674        | Toledo      |
| San Bartolomé de las Abiertas | 603              | 56,86      | 11               | 45150   | 45654        | Toledo      |
| San Martín de Pusa            | 604              | 104,54     | 6                | 45152   | 45170        | Toledo      |
| Santa Ana de Pusa             | 342              | 19,44      | 18               | 45155   | 45653        | Toledo      |
| Sevilleja de la Jara          | 620              | 233,95     | 3                | 45162   | 45671        | Toledo      |
| Torrecilla de la Jara         | 222              | 70,61      | 3                | 45170   | 45651        | Toledo      |
| Villarejo de Montalbán        | 78               | 65,37      | 1                | 45194   | 45179        | Toledo      |
| Comarca La Jara               | 16.095           | 2.397,08   | 7                | –       | –            | –           |